# Austrian Open 1980
L'Austrian Open 1980 è stato un torneo di tennis giocato sulla terra rossa. È stata la 35ª edizione del torneo, che fa parte del Volvo Grand Prix 1980. Si è giocato a Kitzbühel in Austria dal 21 al 27 luglio 1980.

## Campioni

### Singolare maschile
Guillermo Vilas ha battuto in finale  Ivan Lendl con il punteggio di 6–3, 6–2, 6–2

### Doppio maschile
Klaus Eberhard /  Ulrich Marten hanno battuto in finale  Carlos Kirmayr /  Chris Lewis con il punteggio di 6–4, 3–6, 6–4